# 龙泉街道 (淮南市)
龙泉街道，是中华人民共和国安徽省淮南市田家庵区下辖的一个乡镇级行政单位。

## 行政区划
龙泉街道下辖以下地区：
基地社区、龙眼社区、洞泉社区、泉林社区、铁路社区、龙泉社区、东淮社区、金岭社区、南岭社区、铁三处社区和信苑社区。